# Борщёво (Хохольский район)
Борщёво — село в России, в Хохольском районе Воронежской области. Административный центр Борщёвского сельского поселения.

## История
В 1686 году Борщевский Троицкий мужской монастырь был причислен к Воронежской епархии, в 1764 году упразднён. В 1756 году построена деревянная Троицкая церковь. В конце XIX века в состав Борщёво вошли 3 хутора.
С 1942 по 1943 год Борщёво было оккупировано фашистскими войсками.
В настоящее время в Борщёво имеются Дом культуры, фельдшерско-акушерский пункт, почтовое отделение, церковь Троицы Живоначальной, кладбище и песочный карьер. Ранее в селе находилась организация «Троицкий посад», прекратившая своё существование в 2016 году.

## Население
| 1859 | 1897  | 1900  | 2010 |
| ---- | ----- | ----- | ---- |
| 3041 | ↗3467 | ↗3883 | ↘217 |

3 041 (1859), 3 883 (1900), 3 974 (1926), 259 (2007), 217 (2010).

## Археология
Близ села найдены верхнепалеолитические стоянки Костенковско-Борщёвского района (Борщёво-I—V), а также славянский Борщёвский курганный могильник роменско-борщёвской культуры.
Развитый эпиграветт типа Борщëво 1 (~15 тыс. л. н.) и финальный эпиграветт типа Борщëво 2 (~13 тыс. л. н.) отделены от предыдущих граветтских слоëв временным интервалом и не имеют с ними культурной преемственности. Стоянка Борщëво 2 и Дивногорские стоянки у хутора Дивногорье являются самыми поздними памятниками верхнего палеолита на Среднем Дону. На стоянке Борщëво 2 обнаружены свидетельства обитания людей рубеже раннего дриаса/бëллинга в открытых ландшафтах с господством в фауне дикой лошади. Это позволяет синхронизировать стоянку Борщëво 2 с дивногорскими стоянками и обнаружить типологические параллели в их инвентаре.
Средневековое поселение у Боршева состояло из многих десятков таких жилых комплексов, где жилища имели между собою внутреннее сообщение через специальные крытые переходы. Кладбище этого поселения состояло из многих сотен курганов, имеющих весьма своеобразное внутреннее устройство — каждый курган является в сущности миниатюрным домиком — «домиком мёртвых». Под насыпью каждого кургана по всей его периферии было обнаружено кольцо, состоящее из ряда вертикально стоящих невысоких деревянных столбиков. Академик И. И. Мещанинов считал эти деревянные ограды кромлехами — сооружениями, связанными с космическими, в частности с солярными культами.